# Enzo Roco
Enzo Pablo Andía Roco (Santiago, 16 augustus 1992) is een Chileense voetballer die doorgaans als verdediger speelt. Hij verruilde CD O'Higgins in juli 2016 voor Cruz Azul. Roco debuteerde in 2012 in het Chileens voetbalelftal.

## Erelijst
| Copa Chile | 1x | 2011 |

| Competitie         | Winnaar | Winnaar | Runner-up | Runner-up | Derde  | Derde |
| Competitie         | Aantal  | Jaren   | Aantal    | Jaren     | Aantal | Jaren |
| Chili              | Chili   | Chili   | Chili     | Chili     | Chili  | Chili |
| ------------------ | ------- | ------- | --------- | --------- | ------ | ----- |
| Copa América       | 1×      | 2016    |           |           |        |       |
| Confederations Cup |         |         | 1x        | 2017      |        |       |